# Oberrothenbach
Oberrothenbach is een plaats en Ortsteil of Stadtteil in de Duitse gemeente Zwickau, deelstaat Saksen, en telt 618 inwoners (2005).
Oberrothenbach ligt in het noorden van het grondgebied van de gemeente Zwickau. Het maakt deel uit van het Stadtbezirk Zwickau-Nord. Oberrothenbach ligt ten westen van de Zwickauer Mulde. Ten westen van het dorpscentrum lag de wijk Helmsdorf, die in de jaren 1950 grotendeels werd afgebroken om plaats te maken voor de bouw van de "Industriellen Absetzanlage Helmsdorf". De gemeente ligt tussen de Stadtteile Crossen in het oosten en Mosel in het noorden, Hartmannsdorf in het westen en Niederhohndorf in het zuiden.